# Ramat Menaše
Ramat Menaše nebo Ramot Menaše (hebrejsky: רמת מנשה nebo רמות מנשה) je náhorní plošina a pahorkatina v severním Izraeli.

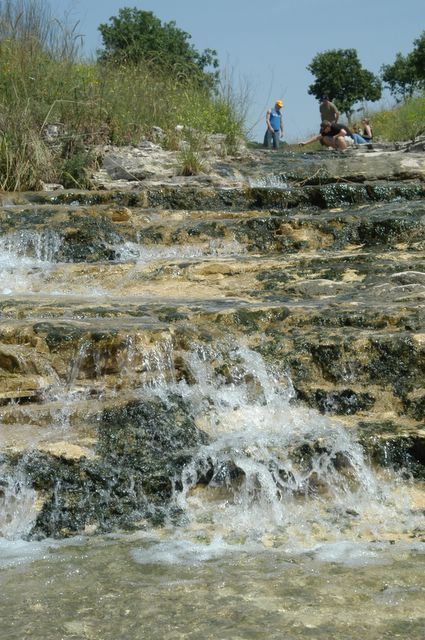
Pramen poblíž kibucu Gal'ed

Nachází se cca 25 kilometrů jihovýchodně od Haify, cca 10 kilometrů východně od Zichron Ja'akov 10 kilometrů severozápadně od Umm al-Fachm. Ramat Menaše je součástí řetězce hornatin, které se táhnou od Haify jihovýchodním směrem až na hranice Samařska, přičemž Ramat Menaše navazuje na masiv Karmel a na Ramat Menaše pak navazuje masiv Har Alexander (poblíž města Umm al-Fachm) a další vrchy v oblasti vádí Ara.
Na východě je Ramat Menaše ohraničeno Jizre'elským údolím, na západě pobřežní planinou a na jihu zářezem vádí Ara (neboli Nachal Iron).
Má charakter náhorní planiny, která poměrně prudce stoupá z Jizre'elského údolí, ale na ostatních stranách má pozvolný charakter pahorkatiny. Centrální části Ramat Menaše jsou mírně zvlněné a z větší části odlesněné. Nejvyšších výšek dosahuje na jihovýchodním okraji, nedaleko vádí Ara (přes 350 metrů nad mořem). Zcela nejvyšším bodem pohoří je kóta 400 (גבעה 400, Giv'a 400, arabsky: Umm al-Haritheh), která se nachází severozápadně od vesnice Mušajrifa, jež je od roku 1996 začleněna do města Ma'ale Iron, poblíž horních toků vádí Nachal Kejni a Nachal Saflul. V roce 1948 byla tato strategicky významná výšina s kruhovým výhledem předmětem bojů za války za nezávislost, kdy přecházela mezi držením Izraelců a iráckých vojsk. Centrální části vysočiny mají nadmořskou výšku většinou okolo 200 metrů.
V zimě je pohoří vystaveno prudkým větrům. Roční srážky dosahují 600-700 milimetrů. Nachází se tu 50-60 přírodních pramenů, které napájejí četné potoky. K západu směřují zejména vádí Nachal Dalija (s přítoky Nachal Tut, Nachal Elkana, Nachal Boded, Nachal Mo'ed, Nachal Menaše a Nachal Šelef), dále Nachal Taninim (s přítoky Nachal Raz, Nachal Alona, Nachal Saflul, Nachal Chelmit, Nachal Nili a Nachal Snunit). Do Nachal Taninim je napojen těsně před ústím do Středozemního moře i bohatý systém toku Nachal Ada (s přítoky Nachal Sibchi, Nachal Chotmit, Nachal Barkan, Nachal Panter, Nachal Gozlan a Nachal Mišmarot).
Na východní stranu stékají z Ramat Menaše vádí Nachal Kejni, Nachal Megido, Nachal Slav, Nachal Midrach, Nachal Jizhar, Nachal Mišmar ha-Emek, Nachal Gachar, Nachal Paga, Nachal ha-Šofet, Nachal ha-Šnajim, Nachal Sanin, Nachal Keret a Nachal Jokne'am, které již tvoří hranici s regionem pohoří Karmel.
Průměrná roční teplota v oblasti je 18 °C. Většina území Ramat Menaše je využívána pro zemědělství, ovšem zčásti jen extenzivně, pro pastevectví. Podél vodních toků se dochovaly původní bitopy. Židovský národní fond provádí v regionu dlouhodobě výsadbu lesů, které již na východních stráních svažujících se do Jizre'elského údolí vytvářejí rozsáhlé komplexy. Právě zde, na východním okraji regionu, je terén výrazněji členěný některými vrchy jako Giv'at Ka'at, Giv'at Kipod, Tel Šuš, Har Gachar, Giv'at Miš'ol nebo Tel Kira.
V květnu 1961 byl dokončen tunel Menaše o délce 7 kilometrů. Prochází jím pod touto vysočinou Národní rozvaděč vody z Jizre'elského údolí do pobřežní nížiny.

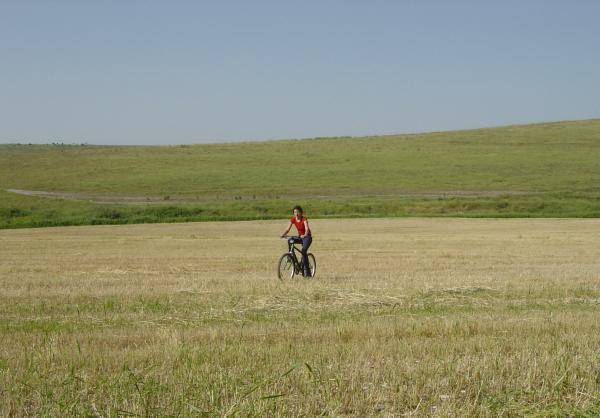
Krajina v přírodním parku Ramat Menaše

Region je pozoruhodný řídkou sítí osídlení a rozsáhlými volnými plochami. Židovský národní fond společně s Oblastní radou Megido zde proto na ploše 84 000 dunamů (84 kilometrů čtverečních) vyhlásil přírodní park. Jeho součástí je šest vesnických sídel (Dalija, Ejn ha-Emek, Ejn ha-Šofet, Gal'ed, Ramat ha-Šofet a Ramot Menaše) a cca 30 kilometrů čtverečních lesních porostů. Skrz park vede turistická stezka o délce 27 kilometrů. V roce 2006 pak Oblastní rada Megido zahájila řízení ve věci vyhlášení Ramat Menaše za biosférickou rezervaci UNESCO.
Pro svůj krajinný ráz bývá někdy Ramat Menaše označováno jako izraelské Toskánsko.
Nacházejí se tu i archeologické památky. Na jihovýchodním okraji, pod svahy Ramat Menaše je to například starověké město Megido. Dochoval se tu nedaleko vádí Nachal ha-Šofet také úsek římské silnice.